# 韋拉帕斯 (薩爾瓦多)
韋拉帕斯（西班牙語：Verapaz），是薩爾瓦多的城鎮，位於該國中部，由聖維森特省負責管轄，面積24.31平方公里，海拔高度659米，2007年人口6,257，人口密度每平方公里257.38人。
13°39′N 88°52′W / 13.650°N 88.867°W